# Myoporum laetum
Myoporum laetum, ook wel ngaio of ngaio boom genoemd, is een groenblijvende struik uit de helmkruidfamilie (Scrophulariaceae). De soortaanduiding laetum is het Latijnse woord voor "blij" of "gelukkig".

## Beschrijving
De plant bloeit in het voorjaar. De witte bloemen zijn tweeslachtig. . Ze hebben vier meeldraden. De struik wordt 6 tot 10 meter hoog en 2-4 meter breed. De stam wordt tot 30 cm dik. De iets vlezige bladeren zijn geelgroen tot groen, met witte tot geelgroene kliervlekjes. De gesteelde vruchten zijn roze.

## Verspreiding
De soort komt voor in Nieuw-Zeeland en op de Chathameilanden, waar deze groeit in kust- en laaglandbossen.. Vaak groeit de plant langs de kust op de hoogwaterlijn.

## Eigenschappen en gebruik
Alle onderdelen van de plant bevatten stoffen die giftig zijn voor de lever. Het sap van de bladeren wordt gebruikt als afweermiddel tegen insecten waaronder muggen.